# Polinomi di Fibonacci
In matematica, i polinomi di Fibonacci sono una generalizzazione dei numeri di Fibonacci. Questi polinomi sono definiti ricorsivamente come:
{\displaystyle F_{n}(x)=\left\{{\begin{matrix}1,\qquad \qquad \qquad \qquad &{\text{se }}n=1,\\x,\qquad \qquad \qquad \qquad &{\text{se }}n=2,\\xF_{n-1}(x)+F_{n-2}(x),&{\text{se }}n\geq 3.\end{matrix}}\right.}
I primi polinomi di Fibonacci sono:
{\displaystyle F_{1}(x)=1;}
{\displaystyle F_{2}(x)=x;}
{\displaystyle F_{3}(x)=x^{2}+1;}
{\displaystyle F_{4}(x)=x^{3}+2x;}
{\displaystyle F_{5}(x)=x^{4}+3x^{2}+1;}
{\displaystyle F_{6}(x)=x^{5}+4x^{3}+3x.}

## Altre espressioni
La formula esplicita per l'{\displaystyle n}-esimo polinomio di Fibonacci è:
{\displaystyle F_{n}(x)=\sum _{k=0}^{\left[{\frac {n-1}{2}}\right]}{\binom {n-k-1}{k}}x^{n-2k-1},}
dove le parentesi quadre rappresentano la funzione parte intera.

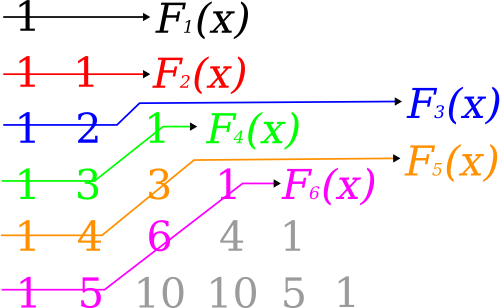
Calcolo dei polinomi di Fibonacci a partire dal triangolo di Tartaglia

I coefficienti del polinomio {\displaystyle n}-esimo si possono ricavare anche dal triangolo di Tartaglia tramite il seguente algoritmo:
1. si dispongono i numeri del triangolo incolonnati con allineamento a sinistra;
2. si prende il primo elemento della {\displaystyle n}-esima riga;
3. si prende il secondo elemento della {\displaystyle n}-esima riga (se esiste);
4. da questo si procede in diagonale, spostandosi di una riga in alto e una colonna a destra, fino a che si trovano elementi.

## Proprietà
- Calcolando i polinomi in {\displaystyle x=1}, che è lo stesso che sommare i coefficienti di ciascun polinomio, si ottengono i numeri di Fibonacci.
- I polinomi di Fibonacci {\displaystyle F_{n}(x)} e {\displaystyle F_{m}(x)} sono divisibili fra loro se e solo se lo sono {\displaystyle n} e {\displaystyle m}.
- Le radici del polinomio {\displaystyle F_{n}(x)} sono date dalla seguente formula:

{\displaystyle 2i\cos \left({\frac {k\pi }{n}}\right),\qquad k=1,2,\ldots ,n-1.}
- Il polinomio {\displaystyle F_{n}(x)} è irriducibile sul campo {\displaystyle \mathbb {Q} } dei numeri razionali se e solo se {\displaystyle n} è primo, inoltre, in tal caso, le sue radici si ottengono moltiplicando per {\displaystyle \pm 2i} la parte reale delle radici del corrispondente polinomio ciclotomico.